# Districtele statului Eswatini
Statul Eswatini este împărțit în patru districte:
1. Hhohho
2. Lubombo
3. Manzini
4. Shiselweni